# Axinite

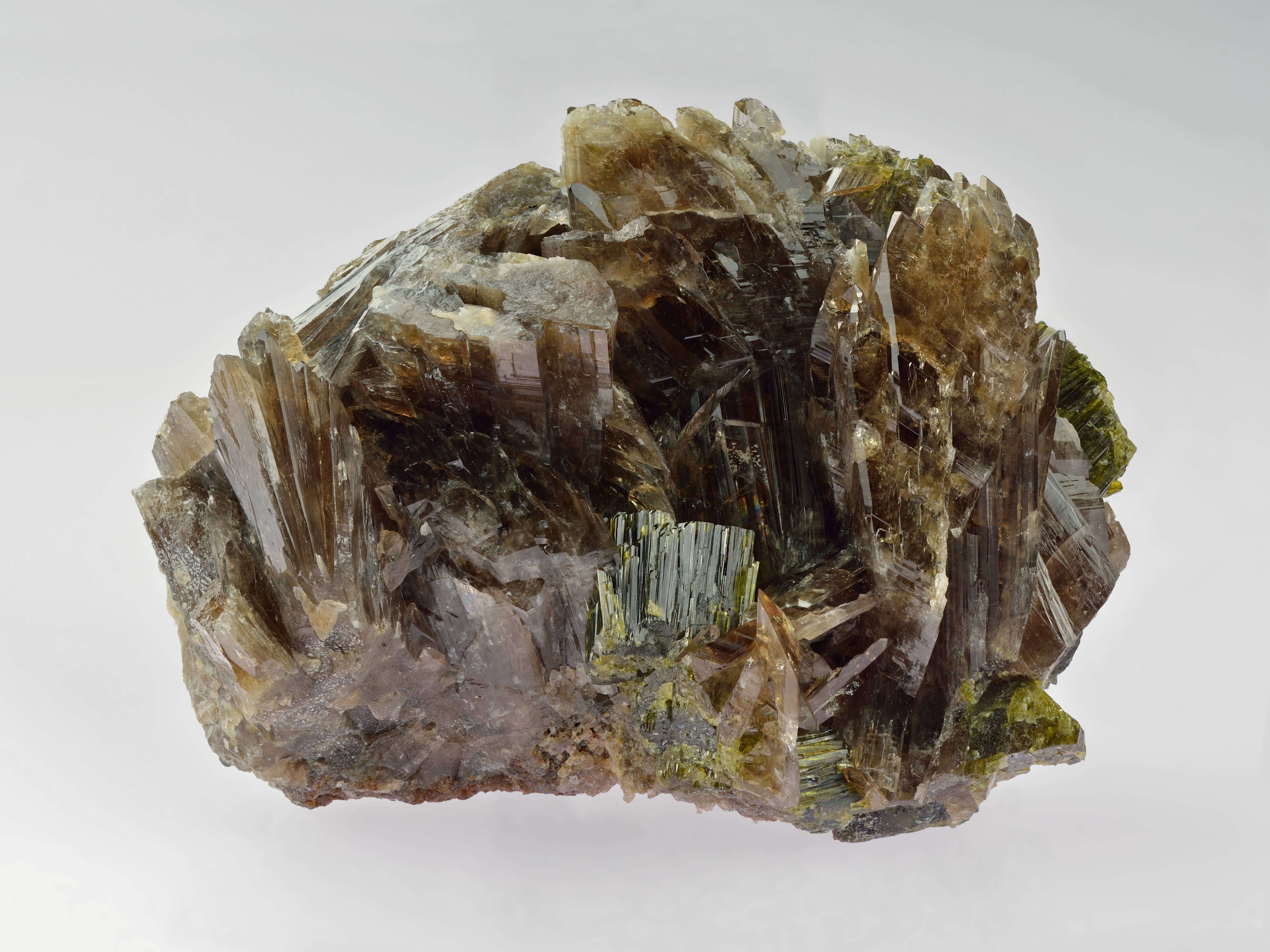
Axinite-(Mn)

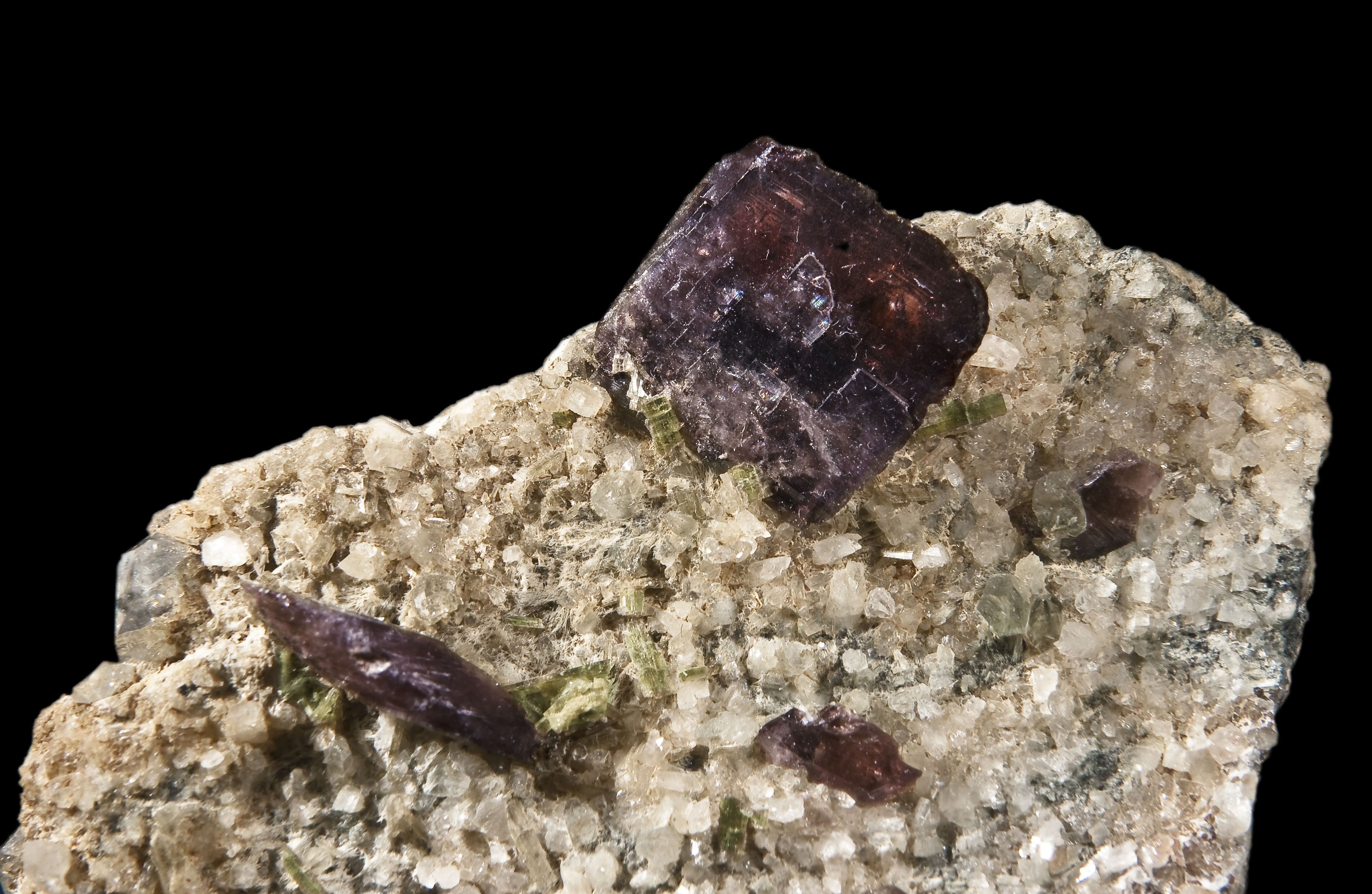
Axinite-(Fe), France

Axinite é um grupo de minerais sorossilicatos triclínicos, compostos por borossilicato de cálcio, magnésio, manganês e ferro. Os seus cristais têm hábito geralmente lamelar, mas também granular, maciço, por vezes cristais pontiagudos. Brilho vítreo e risca branca. Os minerais deste grupo têm propriedades piezoeléctricas e piroeléctricas. Fazem parte do grupo da axinite os seguintes minerais:
- Axinite-(Fe) (Ferroaxinite) (Ca2FeAl2BO3Si4O12(OH) ), negro, tons amarelo, violeta, cinza acastanhados
- Axinite-(Mg) (Magnesioaxinite) (Ca2MgAl2BO3Si4O12(OH) ), castanho, incolor, cinza-esverdeado, castanho-amarelado, branco
- Axinite-(Mn) (Manganoaxinite) (Ca2MnAl2BO3Si4O12(OH) ), - incolor, castanho, amarelo, vermelho, violeta pálido
- Tinzenite ( (Ca,Mn,Fe)3Al2BO3Si4O12(OH) )

A dureza Mohs destes minerais varia de 6 a 7,5.

## Etimologia
O nome da axinite deriva do grego Axine qu significa machado, em alusão à forma dos cristais

## Ocorrência e distribuição
Encontrada, por exemplo, na região da Bahia, no Brasil, na Cornualha, Inglaterra, na Califórnia e New Jersey, nos Estados Unidos.

## Usos
Devido aos seus cristais por vezes bem desenvolvidos, com característica forma de machado, a axinite é procurada por coleccionadores. Por vezes utilizada como gema.